# Щеглово (Новосибирская область)
Щегло́во — село в Чановском районе Новосибирской области. Административный центр Щегловского сельсовета.

## География
Площадь села — 270 гектаров.

## Население
| 2002 | 2007 | 2010 |
| ---- | ---- | ---- |
| 494  | ↘490 | ↘403 |

## Инфраструктура
В селе по данным на 2007 год функционируют 1 учреждение здравоохранения и 1 учреждение образования.